# Ascalohybris kolthoffi
Ascalohybris kolthoffi är en insektsart som först beskrevs av Navás 1927.  Ascalohybris kolthoffi ingår i släktet Ascalohybris och familjen fjärilsländor. Inga underarter finns listade i Catalogue of Life.